# Shelfordella lateralis
Shelfordella lateralis är en kackerlacksart som först beskrevs av Walker, F. 1868.  Shelfordella lateralis ingår i släktet Shelfordella och familjen storkackerlackor. Inga underarter finns listade i Catalogue of Life.